# 추성원효행상서문
추성원효행상서문(秋成元孝行上書文)은 대한민국 경상남도 진주시에 있는, 조선시대 효자인 추성원 선생의 부모에 대한 효행을 곤양, 하동지역의 선비 30명이 모여 표창하고 이를 기록한 내용과 돌아온 답서 들이다. 1997년 12월 31일 경상남도의 문화재자료 제241호로 지정되었다.

## 개요
효자인 추성원 선생의 부모에 대한 효행을 곤양, 하동지역의 선비 30명이 모여 표창하고 이를 기록한 내용과 돌아온 답서(答書:답장)들이다.
추성원 선생은 조선 순조∼고종 때의 사람으로, 그의 나이 12∼13세 때 아버지인 추민중의 병이 위독하자 허벅지 살을 베어 먹였고, 모친 황씨가 병이 심할 때에는 단지(斷指:부모나 남편의 위급한 병을 낫게 하려고 피를 내어 먹이기 위하여 손가락 끝을 자르던 일)를 할 정도로 효성이 지극하였다.

## 참고 문헌
- 추성원효행상서문 - 국가유산청 국가유산포털